# Martinenca
Martinenca es un cultivar de higuera de tipo higo común Ficus carica unífera (con una sola cosecha por temporada, los higos de otoño), de higos con color de la epidermis negro, con franjas longitudinales escasas o reticulares. Se cultiva principalmente en las Islas Baleares, también hay cultivos en la  Comunidad Valenciana y en la región de Murcia.

## Sinonimia
- „Brocalet“ en la Comunidad Valenciana (Castellón de la Plana),[5]
- „De Ley 2“ en Mallorca, Islas Baleares,
- „Bérnissenque“ en Francia,

## Historia
'Martinenca' se encuentra ya documentada en la historia de Llucmajor en el año 1256 en un contrato de compra venta de unos terrenos. Esta fecha es la más antigua documentada de una variedad de higuera en la isla de Mallorca.

## Características
La higuera 'Martinenca' es una variedad unífera de tipo higo común, de producción alta de higos. La copa es irregular con mucho follaje y muy abundante en higos que maduran tarde.
Los frutos de la higuera 'Martinenca' son higos de un tamaño de longitud x anchura:48 x 52mm, con forma oblata como una peonza, cónica, que presentan unos frutos grandes, simétricos en la forma, son muy variables en las dimensiones, de unos 38,920 gramos en promedio. Tiene la piel de color negro, con franjas longitudinales escasas o reticulares, y es más o menos fácil de pelar. Su carne es de sabor muy dulce, aunque ligeramente picante si no está lo suficiente madura, y consistencia blanda, es de color rojo.
Los higos maduran en septiembre y octubre. Los higos de la variedad 'Martinenca' suelen presentar un pericarpio reticulado en su punto óptimo de maduración. Se emplea tanto para consumo humano como para el ganado, en fresco.

## Cultivo de la higuera
Reproducción por estaca en febrero. Es un frutal mediterráneo de secano, pero para el cultivo comercial necesita entre 600 y 700 mm de agua anuales. Acepta cualquier tipo de suelo, excepto pantanosos o encharcados, pero prefiere suelos profundos ricos en nutrientes, permeables y calcáreos.
Es una variedad de fruta que presenta resistencia mediana al agrietamiento y susceptible a la mosca de la fruta (Ceratitis capitata).
Se cultiva principalmente en las Islas Baleares, aunque también hay cultivos en la  Comunidad Valenciana y en la región de Murcia(MAGRAMA, 2012).